# Лэки, Марк
Марк Эндрю Лэки (англ. Mark Andrew Lackie; род.23 марта 1967 года в Сент-Джоне, провинция Нью-Брансуик) — канадский конькобежец, специализирующаяся в шорт-треке. Серебряный призёр Олимпийских игр в Альбервилле 1992 года. Чемпион мира на дистанции 500 метров в 1989 году.
Многократный призёр чемпионатов мира.

## Биография
Марк Лэки одержал свою крупную первую победу в шорт-треке на Канадских играх 1987 года, где он финишировал первым на дистанции 800 метров и третьим на дистанциях 400 и 1500 метров.
В 1989 году на чемпионате мира в Солихалле он стал первым на дистанции 500 метров. На следующих двух мировых турнирах в Амстердаме и Сиднее Марк выиграл серебро в эстафете и бронзу на дистанции 500 метров, а также с командой заняли третье место на командном чемпионате мира в Сеуле. Олимпийские игры в в Альбервилле 1992 года принесли Лэки серебро эстафетыи 7 место на дистанции 1000 метров. В том же году 3 апреля на чемпионате мира Денвере Лэки установил мировой рекорд в квалификационном раунде на дистанции 500 метров с результатом 43,43 сек. Рекорд продержался почти год, до 27 марта 1993 года, по ка его не побил итальянец Мирко Вюллермин. В 1993 году Марк Лэки закончил карьеру конькобежца. А в 2000 году был введён в зал Славы Нью-Брансуика.

## Награды
- 2000 год — введён в зал Славы Нью-Брансуика